# Reon Kadena
 (mai 2014).
Si vous disposez d'ouvrages ou d'articles de référence ou si vous connaissez des sites web de qualité traitant du thème abordé ici, merci de compléter l'article en donnant les références utiles à sa vérifiabilité et en les liant à la section « Notes et références ».
Reon Kadena (かでな れおん, Kadena Reon, ou Leon Kadena ; née le 19 février 1986 à Sakai dans la préfecture d'Ōsaka), aussi connue sous le nom de Minamo Kusano, est une idole top model japonaise. Elle pose la plupart du temps en sous-vêtements, dans des vidéos et des photos « sexy » ; auparavant, elle avait posé nue, mais elle décida d'arrêter lorsqu'elle devint connue.

## Filmographie de Reon Kadena
- Triple H (28.01.2004) (sous le nom de Minamo Kusano)
- Leon (20.05.2004)
- Girl'kone (25.08.2004)
- Pîkan fûfu (2005)
- Virginity (23.06.2005)
- Style (21.09.2005)
- The Making of Dark Fantasy (2006)
- God's Left Hand, Devil's Right Hand (2006)
- Make You Happy (13.01.2006)
- My Reflection (09.06.2006)
- Kami no Hidari Te, Akuma no Migi Te (22.07.2006) -- Film d'horreur de Shusuke Kaneko
- Memories (27.10.2006)
- Dream Planet (20.02.2007)
- Wildcats in Strip.Royale (2008)